# Diplazium lindbergii
Diplazium lindbergii là một loài thực vật có mạch trong họ Woodsiaceae. Loài này được (Mett.) Christ miêu tả khoa học đầu tiên năm 1901.